# Skeggjahola
Skeggjahola (″Skegges grotta″) är en djup grotta med brant sluttande ingång, som ligger i lavafältet Hallmundarhraun, inte långt från lavatunneln Víðgelmir på västra Island. Grottan blev känd en septemberdag år 1923, när några ynglingar, som varit på vandring i trakten, satte sig ner för att vila. En av dem kröp ned för den branta sluttningen till grottan och fann där skelettet av en människa. Det visade sig senare att den döde hade varit en man som troligen dött av ett yxhugg i pannan. Ingen i bygden visste vem det kunde vara, men eftersom benranglet såg gammalt ut rapporterades fyndet till Islands nationalmuseum. Därefter hände inte mycket, och till sist jordfästes kvarlevorna på kyrkogården i Reykholt.
Skelettfyndet blev tidigt förknippat med ett dråp som, enligt Grettes saga, kapitel 16, inträffade i denna trakt år 1011. En man vid namn Skegge (Skeggi) från Ás i Vatnsdalur råkade någonstans här i gräl med Grette Åsmundsson (Grettir Ásmundarson) rörande en borttappad matsäck. Det slutade med att Skegge måttade ett hugg mot Grette med yxa, men Grette var starkare. Han vred yxan ur Skegges hand och högg den i pannan på honom så att han föll död till marken. Detta var Grettes första dråp, och han var då 14 år gammal.
När Grette senare fick frågan vart Skegge hade tagit vägen, lyste han dråpet i en lausavísa, som i A.U. Bååths översättning lyder:
| Helt nyss ur den höga klippan ett troll emot Skägge for, en kampens jättekvinna, blodtörstig, ondsint och stor. Hon gapade öfver hans hufvud och bet hans panna isär, huggtänderna sparades icke – jag såg det, ty jag stod när. | Hygg ek at hljóp til Skeggja hamar-trǫll með fǫr ramri, blóðs var á grǫn Gríði gráðr, fyr stundu áðan, sú gein of haus hánum harðmynt ok lítt sparði var ek hjá viðreign þeira vígtenn, er klauf enni. |  |

Yxan beskrivs i två kenningar. Hamartrǫll – av Bååth bara översatt ″troll″ – betyder ordagrant ″klipptroll″, men kan också beteckna ″yxa″ (=hamarr), alltså ″ett troll med (järn)nacke″, förklarar Finnur Jónsson. Yxans vassa egg åsyftas med á grǫn gríði, också den liknad vid en blodtörstig jättinna (=Grid). Några handskrifter har varianten gunnar gríði (″stridens Grid″), och det verkar vara detta som ligger bakom Bååths formulering ″en kampens jättekvinna″.
Vem det var som hittades på denna plats år 1923 kan vi kanske inte veta – men det är i alla fall efter den dräpte Skegge som grottan har fått sitt namn.